# Тумбенска базилика
 Вижте пояснителната страница за други значения на Тумба.
Тумбенската базилика или Раменската базилика (на македонска литературна норма: Тумба, Раменска Тумба, Раменска базилика), е раннохристиянска православна базилика, чиито руини са открити край битолското село Рамна, Северна Македония.

## Местоположение
Намира се на 2,75 km западно-югозападно от Рамна, в местността Тумба (Раменска тумба) в Цапарското поле.

## История
Открита е в 1966 година при защитни археологически разкопки. През април 1992 година е проучена отново от Виктор Лилчич.

## Описание
Базиликата е трикорабна, с нартекс и два анекса на южната и еден на северната страна. Подът бил настлан с тухли.